# 徳川長丸
徳川 長丸（とくがわ ちょうまる、慶長6年2月（1601年3月） - 慶長7年7月（1602年8月）／慶長6年12月3日（1602年1月25日） - 慶長7年9月25日（1602年11月8日））は、安土桃山時代における徳川氏の一族。徳川秀忠の長男で庶子。母は家女とのみしか伝わっていない。徳川家光・徳川忠長・保科正之らの異母兄。
江戸に生まれる。秀忠にとって初めての男子であったため、自らの幼名をとって長丸と名づけて嫡男とした。母親に関しては『徳川幕府家譜』第2巻『幕府祚胤伝』において家女とのみしか伝わっていないため、身分がかなり低かった可能性が指摘されている。長丸は生まれた翌年の9月25日に数え年2歳（満10か月）で夭逝した。死因は『幕府祚胤伝』には「御早世被当御灸」、すなわち灸によるとされている。
その他に、『鹿苑日録』慶長六年九月二十日条、『言経卿記』慶長六年九月二十一日条に秀忠の息子が亡くなったとする記述があるため、『徳川幕府家譜』『幕府祚胤伝』の生没年の記述を誤りとし、慶長6年（1601年）9月に死去したのが長丸であるとする説もある。
この2年後に正室・江との間に生まれた次男・家光が嫡子となり、後に第3代将軍となる。